# وانتیو
وانتیو (انگلیسی: Vantive) شرکت فناوری اطلاعات آمریکایی است، که در سال ۱۹۹۰ تأسیس شد.